# Jens Dros
Jens Dros eller Johannes Dros, död 29 januari 1289, var ärkebiskop i Lunds stift från 1280 till sin död.
Jens Dros var kanik i Lund 1256. Omkring 1279 blev han ärkedjäkne där men blev av domkapitlet vald till att efterträda Trugot Torstensen som ärkebiskop då denne dog den 2 maj 1280. Valet skulle bekräftas av påven. En ny bestämmelse från december 1279 påbjöd att ärkebiskopen måste resa till Rom för att få bekräftelsen. Trots att Jens Dros försummade att infinna sig skickade påven en legat som överlämnade palliet och meddelade att han blivit vigd till ärkebiskop. Han bevarade det fredliga förhållandet mellan kyrka och kungamakten, och stod på Erik Klippings sida mot de världsliga stormännen. Mordet på kung Erik förändrade inte förhållandet till kungamakten. Juldagen 1287 krönte han Erik Menved i Lund. 1289 dog han i Århus och efterträddes av Jens Grand.